# Antoine Honnier
Antoine ("Toon") Honnier  (7 augustus 1929–16 december 2022) was een Belgisch schilder en tekenaar.

## Biografie
Honnier volgde gedurende 9 jaar een klassieke opleiding aan de kunstacademie in Antwerpen. Het oeuvre van Honnier is vrij omvangrijk en divers. Hij tekende zowel met inkt, potlood als houtskool. Ook in zijn schilderijen wisselt hij regelmatig van techniek. 
Na 1980, maakte hij ook strips, eerst voor het tijdschrift St.Andrieskwartier later ook voor Marktinfo en Uitgeverij 't Mannekesblad. Hij maakte ook en aantal cartoons en illustraties voor een vakblad . 
Zijn bekendste stripwerk is "beestigheden", dat verscheen in boekvorm. Daarnaast verschenen ook Toon onverbloemd en De tekenkrabbels van Toon in boekvorm.
Om zijn afbeeldingen van dieren zo correct mogelijk te maken bracht Honnier jaren door in de Antwerpse Zoo, waar na verloop van tijd zelfs dieren hem  herkenden. Hij maakte complete series olifanten, uilen, apen enzovoort.
Laatste actieve periode wijdde Antoine Honnier aan het tekenen van elfen. 
Het realistische werk en de schilderijen zijn meestal gesigneerd met Honnier, het speelse en stripwerk meestal met "Toon" soms wijkt hij hier echter van af.
Sinds 2019 was Toon gekweld door de ziekte van Parkinson en definitief gestopt met tekenen en schilderen.  

## Werken
- Tekeningen: figuratief vooral dieren en vrouwelijk naakt.
- Schilderijen: expressionistisch, naïef, surialistisch en figuratief. Gebruikte technieken: olieverf, gouache, pastel, acryl en aquarelleren.
- Cartoons: In inkt, meestal voor vakbladen.
- Strips: In inkt, voor tijdschriften en voor Uitgeverij 't Mannekesblad
- Circus: Hij maakte een grote reeks over clowns en dompteurs. Zowel tekeningen als aquarellen, en trad daarbij zelf op als clown.
- Heksen: Ook hier tekeningen en aquarellen, meestal dansend met vuur en heel ruw neergezet.
- Piet Pienter en Bert Bibber: Een serie tekeningen werden gemaakt als ode aan deze reeks, een aantal werden uitgegeven als ex-libris.
- Naakt: Ook maakte Antoine prachtige naakt studies . Zowel in potlood als inkt . Een aantal werden omgezet naar schilderijen. Jammer genoeg werd het schilderij dat op de affiche van zijn laatste tentoonstelling stond per ongeluk vernietigd.
- Landschappen: Een tentoonstelling met landschappen (meestal Ardennen) was zo een succes dat alle werken verkocht waren.
- Mycology: ook een specialiteit van Honnier. Hier schilderde en tekende hij voor een wetenschappelijk tijdschrift. Toen hij echter een naakte elf op een paddenstoel tekende raakte hij de opdracht kwijt.
- Antwerpen: Toon tekende zowel stadszichten, volks figuren en vooral taferelen uit de Poesjenellen kelder.
- Poppenspeler: Honnier speelde zelf poppenspel, dit met door hem ontworpen en gemaakte figuren. Unima. Waar hij Sergej Obraztsov ontmoette. (Russische hogeschool voor poppenspelers)
- Egyptologie: Toon die hiërogliefen kon lezen maakt een grote reeks Egyptisch geïnspireerde werken die hij soms signeerde in hiërogliefen.